# Bayerische Handballmeisterschaft 1956
Die Bayerische Handballmeisterschaft 1956 war die siebte vom Bayerischen Handball-Verband (BHV) ausgerichtete Endrunde um die bayerische Meisterschaft im Hallenhandball der Männer. Sie wurde in einem Ausscheidungsturnier am 11. Februar 1956 in München durchgeführt. 

## Turnierverlauf

Bereich des „Bayer. Handballverbandes“ (BHV)

Die Meisterschaft gewann der Post SV München, der damit zur Teilnahme an der Süddeutschen Meisterschaft 1956 in München berechtigt war und dort die Endausscheidung als Vizemeister abschloss. Eine weitere Qualifizierung zur Endrunde um die Deutsche Meisterschaft in Berlin hätte der Post SV nur als Meister erhalten.

### Modus
Es spielte jeder gegen jeden, der Meister war für die Süddeutsche Meisterschaft 1956 qualifiziert.

### Endrunde
Endrundentabelle Saison 1955/56
|    | Mannschaft          | Spiele | Punkte |
| -- | ------------------- | ------ | ------ |
| 1. | Post SV München (M) | 6      | 11:1   |
| 2. | TG Würzburg         | 6      | 9:3    |
| 3. | HG Nürnberg         | 6      | 9:3    |
| 4. | SSV Jahn Regensburg | 6      | 5:7    |
| 5. | VfL Günzburg        | 6      | 4:8    |
| 6. | TG Landshut         | 6      | 3:9    |
| 7. | VfB Coburg          | 6      | 1:11   |

(M) = Meister (Titelverteidiger)

 Bayerischer Meister und für die Endrunde zur Süddeutsche Handballmeisterschaft 1956 qualifiziert